# Isla Top
La isla Top es una de las islas Malvinas. Se encuentra al norte de la isla Gran Malvina, al sur de la isla del Este y de la isla de Borbón, en el Puerto del Río. Se ubica también enfrente de la desembocadura del río Warrah. Se trata de una isla de marea al oeste de la isla del Río, de la que la separa una laguna poco profunda.